# Леді-примара (фільм)
«Леді-примара» (англ. Phantom Lady) — американська кримінальна драма 1944 року, знята режисером Робертом Сьодмаком. У головних ролях — Франшо Тоун, Елла Рейнс та Алан Кертіс.

## Сюжет
Дія відбувається в Нью-Йорку у серпні 1943 року. Посварившись із дружиною, Скотт Гендерсон знайомиться у барі з таємничою незнайомкою. У нього в кишені — квитки на бродвейський спектакль, тож він запрошує красуню сходити разом із ним. Та погоджується, але за однієї умови: ніхто не називає її імені. Повернувшись додому Скотт находить дружину мертвою. Поліція затримує його як головного підозрюваного. Він має алібі, але де знайти ту, хто може його підтвердити. Вірна секретарка Канзас вирушає на пошуки...

## У ролях
- Франшо Тоун — Джек Марлоу
- Елла Рейнс — Канзас Річман
- Алан Кертіс — Скотт Гендерсон
- Аврора Міранда — Естелла Монтейро
- Томас Гомес — інспектор Бурджесс
- Фей Гельм — Енн Террі
- Еліша Кук-молодший — Кліфф Мілбурн
- Ендрю Томбс — Мак - Бартендер
- Реджис Тумі — детектив Чуінг Гам
- Джозеф Креган — детектив Том
- Доріс Ллойд — мадам Кеттіша